# Kanadska košarkaška reprezentacija
Kanadska košarkaška reprezentacija predstavlja državu Kanadu u međunarodnoj muškoj košarci.

## Nastupi na velikim natjecanjima

### Olimpijske igre
- 1936.:  srebro
- 1948.: 9. mjesto
- 1952.: 9. mjesto
- 1956.: 9. mjesto
- 1964.: 14. mjesto
- 1976.: 4. mjesto
- 1984.: 4. mjesto
- 1988.: 6. mjesto
- 2000.: 7. mjesto

### Svjetska prvenstva
- 1954.: 7. mjesto
- 1959.: 12. mjesto
- 1963.: 11. mjesto
- 1970.: 10. mjesto
- 1974.: 8. mjesto
- 1978.: 6. mjesto
- 1982.: 6. mjesto
- 1986.: 8. mjesto
- 1990.: 12. mjesto
- 1994.: 7. mjesto
- 1998.: 12. mjesto
- 2002.: 13. mjesto
- 2010.: 22. mjesto

### Panameričke igre
- 1980.:  srebro
- 1984.:  bronca
- 1988.:  bronca
- 1989.: 5. mjesto
- 1992.: 5. mjesto
- 1993.: 7. mjesto
- 1995.: 4. mjesto
- 1997.: 5. mjesto
- 1999.:  srebro
- 2001.:  bronca
- 2003.: 4. mjesto
- 2005.: 9. mjesto
- 2007.: 5. mjesto
- 2009.: 4. mjesto
- 2011.: 6. mjesto